# Hamlet (opera)

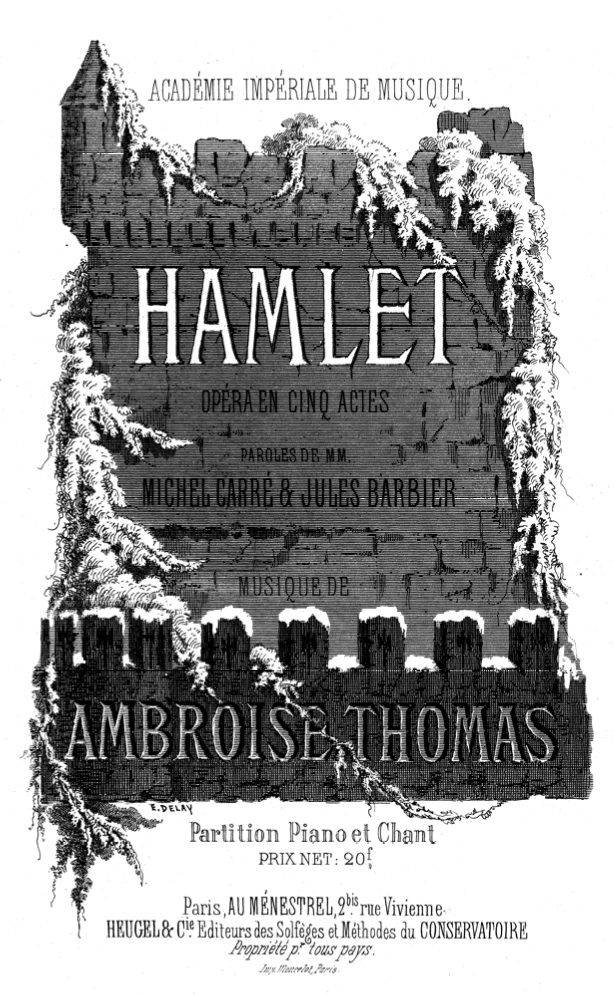
Framsida av klaverutdraget till Thomas Hamlet (1868)

Hamlet är en grand opéra i fem akter med musik av Ambroise Thomas samt med libretto av Michel Carré och Jules Barbier efter  en fransk bearbetning av Alexandre Dumas den äldre och Paul Meurice av William Shakespeares pjäs Hamlet.

## Bakgrund

### Ofeliafeber i Paris
Parispublikens fascination av Ofelia, prototypen för femme fragile, började hösten 1827, när ett engelskt teatersällskap lett av William Abbot kom till Paris för spela en säsong med Shakespeare på engelska på Odéon. Den 11 september 1827 spelade den irländska aktrisen Harriet Smithson rollen som Ofelia i Hamlet.

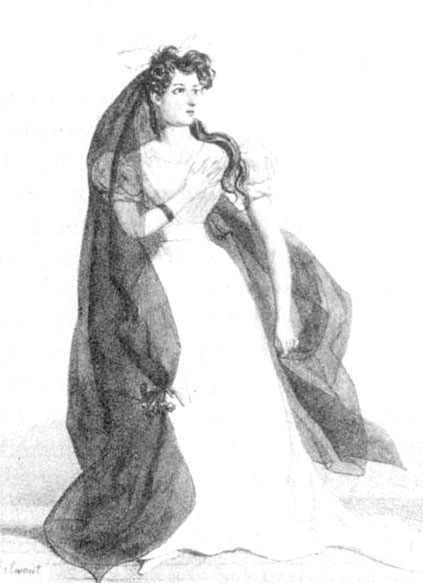
Harriet Smithson som Ofelia (1827)

Hennes vansinnesscen hade inte mycket med tradition att göra och verkade nästan vara en improvisation, där flera samtida källor anmärkte på hennes otroliga kapacitet för mimspel. Hennes framställning genererade en extraordinär reaktion: män grät öppet i salongen och när de lämnade den "skakade de av okontrollerbara känslor." Den 25-årige Alexandre Dumas den äldre, som var i färd med att skapa sig ett namn som författare av romaner och pjäser, befann sig i publiken och fann framställningen revolutionerande, "överstigande alla mina förväntningar". Den franske kompositören Hector Berlioz var också där på premiären och skrev senare: "Blixtnedslaget av denna sublima upplevelse öppnade upp himlar av konst, som lyste upp de mest avlägsna djupen. Jag kände igen tecknet på dramatisk storhet, skönhet, sanning." Även hustrun till Englands ambassadör, Lady Granville, kände sig manad att rapportera om parisarnas "entusiasm för Miss Smithsons Ofelia, och märkligt nog även min". (Aktrisens irländska accent och brist på röststyrka hade satt stopp för en framgång i London.) Det dröjde inte länge förrän nya kläder och frisyrer, à la mode d'Ophélie och modellerade efter aktrisen, blev högsta mode i Paris.
Inte allting med pjäsens framställning var övertygande. Birollsskådespelarna ansågs svaga. Antalet lik på scenen i finalscenen tycktes skrattretande av många. Men Hamlets möte med faderns spöke, pjäsen i pjäsen, Hamlets konflikt med modern, Ofelias vansinnesscen och scenen med dödgrävarna ansågs alla vara fantastiska och kraftfulla. Ögonblicket i skådespelarscenen när Claudius reser sig och avbryter framställningen varpå han rusar ut från scenen frambringade en lång och entusiastisk ovation. Tidskriften Pandore skrev om "den engelska uppriktigheten som tillåter allting att uttryckas och avbildas, och där inget är ovärdigt att imitera dramat". Dumas tyckte att pjäsen och föreställningarna försåg honom med "vad jag sökte, vad jag saknade, vad jag var på jakt efter – aktörena glömde att de befann sig på scen [...] naturligt tal och gester som fick aktörerna bli Guds skapelser med sina egna dygder, passioner och svagheter; inte träaktiga, omöjliga hjältar basunerande ut välljudande plattityder".
Kompositören Berlioz blev inom kort helt förhäxad av miss Smithson. Hans kärlek till henne, till en början obesvarad, blev besatt och tjänade som en inspiration i hans musik. Hans Symphonie fantastique (Fantastisk symfoni, 1830) porträtterar en opium-framkallad vision där musikerns älskade uppenbarar sig som ett återkommande motiv, idée fixe, som alla besattheter "hittar sin väg in i alla otroliga situationer". Efterföljaren till Fantastic Symphony's, Lélio, ou Le retour à la vie innehöll en sång, Le pêcheur, en tonsättning av Goethes ballad Der Fischer, där musiken innehöll ett citat av idée fixe som förknippas med en siren som drar hjälten mot en vattengrav. Hans Tristia, Op. 18, komponerad på 1830-talet men inte publicerad förrän 1852, innehåller "La mort d'Ophélie" ("Ofelias död"), en tonsättning av en ballad av Ernest Legouvé, där texten är en fri bearbetning av Gertrudes monolog i akt 4, scen 7. Berlioz gifte sig med Smithson 1833, men äktenskapet höll inte.
Trots att Harriet Smithsons stjärnstatus bleknade inom ett och ett halvt år, fortsatte parispublikens fascination för karaktären Ofelia. Förutom i musiken så manifesterades den i konsten. Auguste Préaults relief Ophélie (1844) visar en ung kvinna vadande i vatten med sitt långa hår utsläppt och virvlande i strömmen.

### Franska versioner av pjäsen

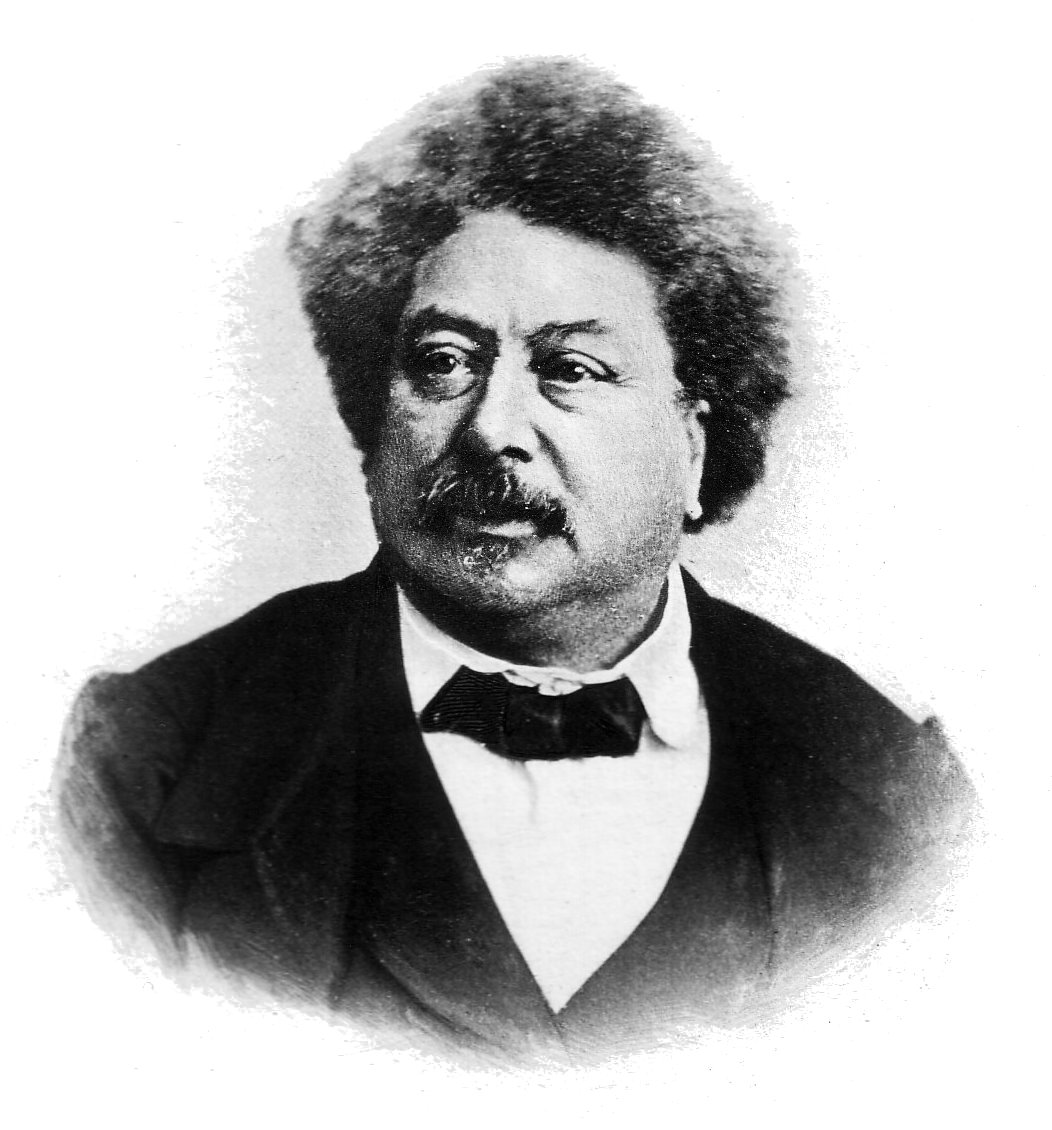
Alexandre Dumas den äldre

I början av 1840-talet hade Alexandre Dumas, som var personlig vän till både Berlioz och Smithson, uppnått internationell berömmelse med sina historiska romaner och dramer. Med det stigande intresset för Shakespeare, och Hamlet i synnerhet, som hade väckts av Smithsons framträdande på Odéon, bestämde han att förbereda en ny fransk översättning av pjäsen att presenteras på sin Théâtre Historique. En tidigare versöversättning av Hamlet till franska av Jean-François Ducis, först framförd 1769, spelades fortfarande på Comédie-Française, och Dumas kände väl till den. Ducis pjäs hade väldigt lite med originalet av Shakespeare att göra. Det förekom färre karaktärer: inga spöken, ingen Rosencrantz eller Guildenstern, inga skådespelare, inga dödgrävare. Det förekom ingen duell och Hamlet dog inte i slutet. Sådana ändringar var nödvändiga för att få verken uppförda på franska teatrar vid tiden. Ducis sade till den engelska aktör-impressarion David Garrick att ett spöke som talar, kringvandrande skådespelare och en värjduell var "fullständigt oacceptabelt" på en fransk scen. Dumas insåg att Ducis pjäs inte var samma sak som originalet: Pierre Le Tourneur hade publicerat en relativt trogen prosaöversättning 1779, inte avsedd för scenen. Men moralen och politesse fordrade att endast högst anständiga versioner såsom Ducis kunde framföras på scenen. Fransmännen refererade till dessa bearbetningar som imitationer och de flesta insåg att de var modifierade versioner av originalet. Till en början beskylldes Ducis för att förorena franska teatrar med Shakespeare; endast mycket senare anklagades han för att ha stympat originalet.
Dumas var inte särskilt bra på att varken tala eller läsa engelska. Han var i behov av hjälp, så han valde ut en yngre författare vid namn Paul Meurice från sitt kotteri av protegéer och assistenter. Meurice hade tidigare samarbetat med Auguste Vacquerie angående Falstaff, en kombination av del 1 och del 2 av Henrik IV, vilken hade spelats på Odéon 1842. Dumas-Meurices Hamlet framfördes på Dumas' Théâtre Historique 1847 och blev en enorm framgång. (Med några korrigeringar tog Comédie-Française upp den på repertoaren 1886 och den fortsatte att framföras i Frankrike fram till mitten av 1900-talet.)
Dumas-Meurice-versionen var mer trogen Shakespeare och återinförde mycket av det som saknades i Ducis version, däribland Rosencrantz och Guildenstern, spöket, duellen och dödgrävarna. Med moderna mått mätt var det snarare än fri bearbetning av originalet. Fortinbras saknades och hela öppningsscenen med vaktposterna på slottets murvallar ströks. En kärleksscen mellan Hamlet och Ofelia lades till i första akten. Claudius skickar inte Hamlet till England, således dör inte Rosencrantz och Guildenstern. I slutet av pjäsen medan Gertrude, Claudius och Laertes ligger döende uppenbarar sig spöket av Hamlets fader och fördömer var och en av de döende. Till Claudius säger han: Désespère et meurs! – "Misströsta och dö!"; till Laertes: Prie et meurs! – "Be och dö!"; och till drottningen: Espère et meure! – "Hoppas och dö!". När den sårade Hamlet frågar: Et quel châtiment m'attend donc? – "Och vilket straff väntar mig?", svarar spöket: Tu vivras! – "Du skall leva!", varpå ridån fallet.
Dumas förklarade dessa "förbättringar" av Shakespeares pjäs med att insistera på att originalet kränkte trovärdigheten, överträdde anständigheten och förstörde den dramatiska balansen. "Då Hamlet inte är skyldig på samma sätt som de andra borde han inte dö samma död som de andra." Fyra döda kroppar skulle utgöra "den mest otrevliga effekt". Eftersom spöket uppenbarar sig i början av pjäsen "måste det med nödvändighet återkomma i slutet."

## Librettot

Scener från Hamlet, Ofelias död. Teckning av gravören Charles Maurand (1824-1904) 1863.

Librettisterna till Hamlet, Michel Carré och Jules Barbier, var erfarna: de hade redan försett Thomas med libretto till Mignon och Gounod med librettot till Faust. De valde Dumas version av pjäsen som bas till librettot. Det var den version som den franska publiken då var mest bekant med och den som operan skulle jämföras och dömas efter.
När en pjäs gjordes om till opera var det nödvändigt att förkorta och förenkla. Traditionellt framfördes handlingen i grand opera med breda penseldrag; publiken var inte särskilt intresserade i dess krångligheter, omvägar eller komplexiteter. En ostruken version av Shakespears pjäs har fler än 30 karaktärer och kan ta över fyra timmar att spela. Librettot förkortade antal karaktärer till femton (inräknat de fyra mimare till Skådespelarscenen) och även antalet bihandlingar. Dumas hade strukit scenen med vaktposterna Bernardo och Francisco. Borta var även Voltimand, Cornelius, Osric och Reynaldo. Fortinbras saknades och därmed fanns det ingen anledning att nämna invasionen från Norge. Dumas tog bort bihandlingen med Hamlets resa till England, därmed ströks också Rosencrantz och Guildenstern vilket samtidigt innebar att mycket av den svarta humorn i pjäsen försvann. Det oavsiktliga mordet på Polonius i akt 4 togs bort och hans sångparti reducerades till endast åtta verser.
Denna förenkling av karaktärer och bihandlingar fokuserade dramat på Hamlets knipa och dess effekter på Ofelia och operan handlade sålunda om 4 huvudkaraktärer: Hamlet och Ofelia, Claudius och Gertrude. Denna rollkonstellation bevarade den fyrsida modellen och balansen mellan manliga och kvinnliga parter vilket hade etablerats i fransk grand opera vid tiden för Meyerbeers Robert le Diable 1831. Ursprungligen specificerades librettot för en sopran (Ophélie), en mezzosopran (Gertrude), en tenor (Hamlet) och en baryton eller bas (Claudius).
Andra ändringar av handlingen, såsom att göra Laërte mindre cynisk och mer positivt inställd till Hamlet från början, förenklade inte bara historiern utan förtätade duellens tragedi i Dödgrävarscenen. Att göra Gertrude till en medkonspiratör jämte Claudius förbättrade den dramatiska konflikten mellan Hamlet och Gertrude när Hamlet försöker tvinga fram en bekännelse från henne i Garderobsscenen. Att göra Polonius till medkonspiratör som avslöjas i Garderobsscenen stärkte Hamlet i sin motivation att bryta bröllopsplanerna med Ophélie. Denna avgörande ändring underlättade förvandlingen av Shakespears Ofelia till operana Ophélie, en skapelse som dramatiskt sett nästan uteslutande är hämtad från 1800-talet, vars galenskap inte härstammar från en man som skapar en outhärdlig situation, utan snarare från en man vars tillbakadragande kvarlämnar en tomhet hon är oförmögen att fylla. Naturligtvis var Vansinnesscenen musikaliskt sett en av dessa publikfriande skapelser som förlitade sig på väletablerade operatraditioner.
En annan ändring, tillägget av Hamlets dryckessång till Skådespelaren i akt 2, gav tillfälle till att skapa ytterligare ett publikfriande musiknummer. Det ledde också till en förkortning av hans instruktioner till dem före sången och kan dramatiskt rättfärdigas som en täckmantel för hans senare motiv att be dem spela mimdramat. I finalscenen, ytterligare en annan förenkling av handlingen, överlever Laërte, Polonius och Gertrude. Liksom i Dumas pjäs återvänder spöket i slutet, men till skillnad från Dumas förvisar spöket endast Gertrude till ett kloster för hennes inblandning i konspirationen. Precis som hos Dumas överlever Hamlet och utropas till Kung.

## Komponerandet

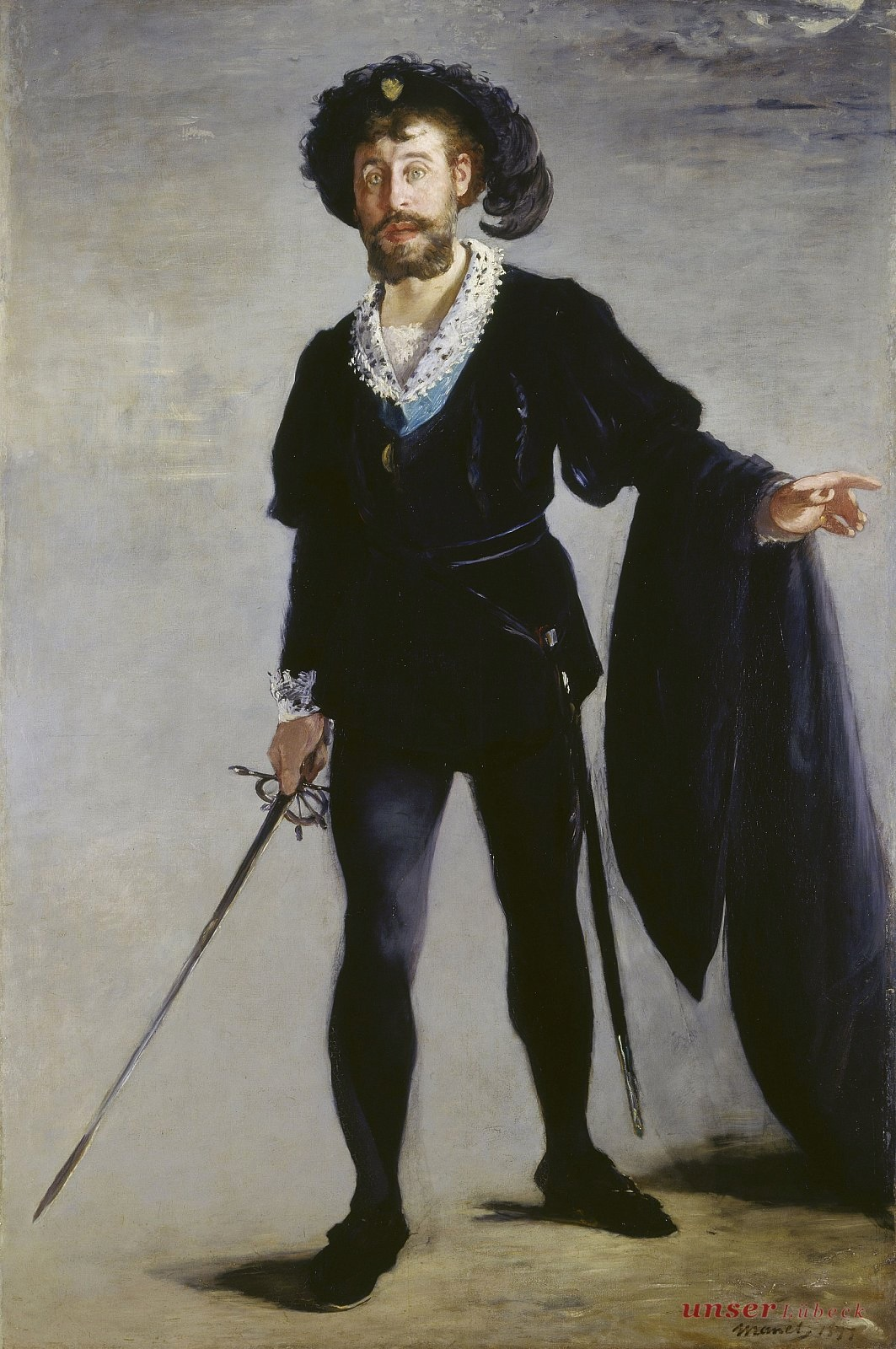
Jean-Baptiste Fauré (1830-1914), fransk barytonsångare, som Hamlet, 1877, oljemålning av Edouard Manet. Museum Folkwang, Essen, Tyskland.

Väldigt lite är känt om detaljerna bakom musikens komponerande. Thomas kan ha fått librettot omkring 1859. Originallibrettot var i fyra akter, men operaledningens krav vid tiden specificerade premiären på Parisoperan till åtminstone en 5-aktsopera per säsong. En balett var också obligatorisk. Den fjärde och sista akten, vilken innehöll Vansinnesscenen och Dödgrävarscenen, delades upp på två. För att skänka mer vikt till den nya fjärde akten lades baletten till mellan körintroduktionen till Dödgrävarascenen och Ophélies recitativ och aria.
1863 skrev Parisoperans chef Émile Perrin ett brev till en minister att Thomas nästan hade slutfört musiken. Senare gissade tidningspressen att orsaken till operans försening var att Thomas ännu letade efter den ideala Ophélie. Thomas opera Mignon (1866), en bearbetning av Goethes roman Wilhelm Meisters läroår, hade varit kompositörens effektfulla svar på Gounods tidigare Goethebearbetning, operan Faust, som hade haft premiär 1859. Mignon hade framförts på Opéra-Comique och Thomas kände trycket att förse teatern med en liknande framgång, särskilt som flera av hans tidigare verk inte hade varit några succéer.
När Gounods Shakespearebearbetning, operan Roméo et Juliette, spelades på Théâtre Lyrique 1867 försåg den Thomas med ytterligare kraft att slutföra arbetet med sin egen bearbetning av Hamlet. Enligt notiser i pressen var det samma år som Thomas mötte den svenska sopranen Kristina Nilsson, som precis varit engagerad på Opéra. Delar av sopranrollen ändrades också för att passa Nilssons sång. Thomas ersatte en dialog med kvinnokör i Vansinnesscenen i akt 4 med en svensk ballad, Näckens polska med text av Arvid August Afzelius. Balladen var välkänd i hela Norden och användes också i det danska skådespelet Elverhøj. Balladen påminner om första satsen i Griegs Op. 63 (To nordiske melodier,) och det var Nilsson själv som föreslog melodin för Thomas.
En lämplig tenor för rollen som Hamlet visade sig svår att finna, men en utomordentlig baryton, Jean-Baptiste Faure, var tillgänglig så Thomas bestämde sig för att transponera rollen från tenor till baryton. Som resultat åtnjöt Faure "en stor personlig triumf som Hamlet."

## Uppförandehistorik
Operan hade premiär på Parisoperan (Salle Le Peletier) 9 mars 1868.. I juni 1869 sattes den upp (på italienska) på The Royal Italian Opera, Covent Garden (senare Royal Opera House, Covent Garden) med Nilsson som Ofelia och Charles Santley som Hamlet. Hamlet var Thomas största framgång vid sidan av Mignon och sattes senare upp i Leipzig, Budapest, Bryssel, Prag, New York, Sankt Petersburg, Berlin och Wien inom loppet av fem år efter Parispremiären.
Ändringarna i Shakespeares version av historien ledde till kritik av operan i London. Till exempel skrev 1890 en kritiker i The Pall Mall Gazette:
Ingen annan än en barbar eller en fransman skulle vågat sig på att göra en sådan beklagansvärd burlesk av ett så tragiskt ämne som Hamlet.
Hamlet (Wien, 1874), en operett av Julius Hopp, som bearbetade många av Offenbachs verk för Wien, är en komisk parodi av Thomas artistiska metoder i operan.
Barytonen Titta Ruffo framförde titelrollen med basen Virgilio Lazzari som Claudius och Cyrena van Gordon som Gertrude vid operans premiär i Chicago och på turné i New York med Chicago Opera Association 1921. Därefter föll operan i glömska.
Men sedan 1980 har intresset för operan ökat och verket har haft flera nypremiärer, däribland i Sydney med Sherrill Milnes i titelrollen (1982), Toronto (1985), Wien (1992–1994, 1996), Opera North (1995), Genève (1996), San Francisco Opera (1996), Köpenhamn (1996 och 1999), Amsterdam (1997), Karlsruhe (1998), Washington Concert Opera (1998), Tokyo (1999), Paris (2000), Toulouse (2000), Moskva (2001), Prag (2002), Opera Theatre of Saint Louis (2002), London (2003), och Barcelona (2003, DVD tillgänglig). Den senare uppsättningen (först visad i Genève) sattes upp på Metropolitan Opera 2010. Washington National Operas 2009/2010 säsong innehöll en uppsättning av Hamlet och Opéra de Marseille presenterade verket 2010 med Patrizia Ciofi. Minnesota Opera presenterade den under 2012/13 säsong samma år på La Monnaie i Bryssel med Stéphane Degout i titelrollen. Samma Stéphane Degout sjöng Hamlet i Paris på Opera Comique i december 2018.

## Personer

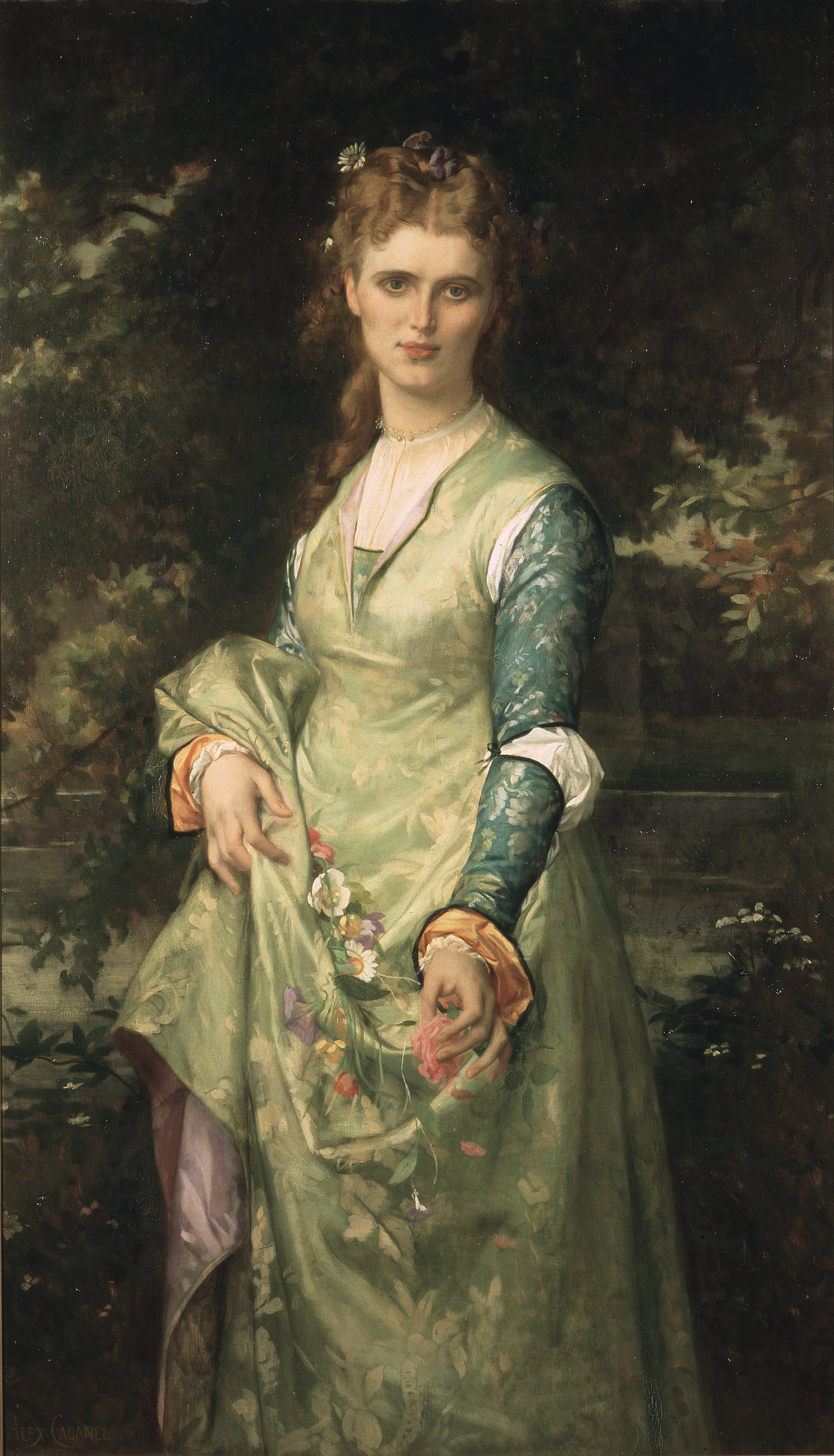
Operasångerskan Christina Nilsson (1843-1921), här som Ofelia i operan Hamlet, på en oljemålning av Alexandre Cabanel (1823-1889) finns i Statens porträttsamling på Gripsholms slott.

| Roller                                                                             | Röstläge    | Premiärbesättning, 9 mars 1868 Dirigent: François George-Hainl |
| ---------------------------------------------------------------------------------- | ----------- | -------------------------------------------------------------- |
| Claudius, Kung av Danmark, broder till den förre kung Hamlet                       | bas         | Jules-Bernard Belval                                           |
| Gertrude, Drottning av Danmark, änka efter kung Hamlet och moder till prins Hamlet | mezzosopran | Pauline Guéymard-Lauters                                       |
| Hamlet, Prins av Danmark                                                           | baryton     | Jean-Baptiste Faure                                            |
| Polonius, hovmarskalk                                                              | bas         | Ponsard                                                        |
| Ophélie, dotter till Polonius                                                      | sopran      | Kristina Nilsson                                               |
| Laërte, son till Polonius                                                          | tenor       | Collin                                                         |
| Marcellus, Hamlets vän                                                             | tenor       | Grisy                                                          |
| Horatio, Hamlets vän                                                               | bas         | Armand Castelmary                                              |
| Vålnaden efter kung Hamlet                                                         | bass        | David                                                          |
| Förste dödgrävare                                                                  | baryton     | Gaspard                                                        |
| Andre dödgrävare                                                                   | tenor       | Mermant                                                        |
| Kör: lorder, ladies, soldater, tjänare, skådespelare, danska bönder                |             |                                                                |

## Handling
Operan utspelas på Helsingörs slott under medeltiden.

### Akt 1
Tronsalen på slottet i Helsingör. Kung Hamlet är död, mördad av sin egen bror Claudius som, endast två månader senare, gifter sig med Gertrude, kungens änka och Claudius medbrottsling. Han planerar att kröna henne till drottning. Hamlet, prins av Danmark och son till den döde kungen, likgiltig inför festligheterna, fylld av ånger och tvivel på sig själv. Ofelia, dotter till Polonius hovets kammarherre, är förälskad i Hamlet, men hennes känslor är inte besvarade och Hamlet ignorerar hennes närvaro. Ofelia protesterar försiktigt mot Hamlet, särskilt sedan hennes bror, Laertes, som skall fara till Norge på ett uppdrag har anförtrott Hamlet att ta hand om Ofelia när han är borta. Hamlet vägrar att följa med de andra till bröllopsbanketten. Han har hört att vålnaden av hans döda fader har synts på slottets försvarsmurar. Midnatt närmar sig och Hamlet möter sina vänner Horatio och Marcellus. Vålnaden dyker upp och beordrar Hamlet att hämnas hans död men att hans moders öde skall lämnas åt Herren.

### Akt 2
Ofelia sitter i slottsträdgården, med en bok i händerna, men är störd av Hamlets likgiltighet. Hon vill lämna hovet men hon avråds av drottningen, hennes fortsatta närvaro har säkert en god inverkan på Hamlets melankoli. Drottningen anförtror sig sin oro inför Claudius, som hellre föredrar att Hamlet håller på att bli galen. När Hamlet visar sig, som är mycket bräcklig av sitt löfte och sakrament till fadern, är Claudius och Gertrud mer än nöjda när Hamlet önskar att bjuda in ett resande skådespelarsällskap att spela på slottet. De föreställer sig att en sådan sak kan bli en effektiv störning på hans mörka sinnelag. Hamlet vill att teatersällskapet skall uppföra stycket Mordet i Gonzago, och han spekulerar i hur en brottslig reagerar när han konfronteras med sitt brott på scenen. Hamlet sjunger sedan en dryckessång och spelar dåraktig för att inte väcka misstankar.
En stor sal på slottet görs i ordning för skådespelet. Spelet har den önskade effekten: Claudius avslöjar sin skuld. Den skyldige har blivit demaskerad. Hamlet döljer sitt rätta tillstånd i vansinne.

### Akt 3
I drottningens kammare. Hamlets hjärta är tungt och kallt, fyllt med tanken på  hämnd. Gömd utom synhåll lyssnar han på Claudius, som full av ånger ber böner. Det är inte tillfälle att döda honom. Polonius tvingar kungen att behålla sitt lugn och Hamlet förstår nu att Ofelias fader också är inblandad i brottet. Ofelias ömma närmanden stöts bort  hårt av Hamlet, likaså varje förslag om giftermål. Ofelia springer förtvivlad bort från honom. Gertrud närmar sig Hamlet men han svarar genom att jämföra den make hon förlorat med den nye make hon tog snart efteråt. Han säger att han vet allt. Men vålnaden uppenbarar sig, synlig endast för Hamlet, som påminner honom att det inte är han som skall döma sin moder.

### Akt 4
En vårfest hålls av bönderna vid en sjö. Ofelia, som har blivit vansinnig, med blommor som kröner hennes hår, deltar i spelen och munterheterna. Hon sjunger en sång till andarna och till sjön. Sakta och varsamt går hon ner i det djupa och kalla vattnet - för att aldrig mer återvända.

### Akt 5
På kyrkogården, där dödgrävarna har grävt upp en skalle. Hamlet frågar dem om dess rätta identitet men de kan inte ge något svar. Hamlet som vet att Ofelia har blivit vansinnig, vet dock inte om att hon är död, ångrar sig bittert över hur grymt han behandlade henne. Laertes, som återvänt från sitt uppdrag i Norge, håller Hamlet ansvarig för sin systers vansinne och död och utmanar honom. De skall just till att duellera när ett begravningssällskap anländer. Hamlet kastar sig över Ofelias kista. Han hör återigen vålnadens röst som påminner honom om hans ed. Hamlet reser sig, fördömer Claudius brott och dödar honom med sitt svärd. Gertrud skall sona sitt brott i ett kloster. Hamlet, förtvivlad, måste leva vidare för att bli kung.

## Höjdpunkter
Bland operans andra höjdpunkter må nämnas:
- Hamlets och Ofelias duett Doute de la lumière
- Hamlets invokation Spectre infernal,
- Drottnings arioso Dans son regard plus sombre
- Hamlets dryckessång Ô vin, dissipe la tristesse
- Claudius bön Je t'implore, Ô mon frère
- Ofelias vansinnesaria i fjärde akten.